# 韦尔苏科尔比
韦尔苏科尔比（法語：Vaire-sous-Corbie，法語發音：[vɛʁ su kɔʁbi]，意为“科尔比下方的韦尔”）是法国上法蘭西大區索姆省的一个市镇，属于亚眠区。

## 地理
韦尔苏科尔比（49°54'58"N, 2°32'43"E）面积6.74 平方千米，位于法国上法蘭西大區索姆省，该省份为法国北部沿海省份，北起加来海峡省和北部省，西接滨海塞纳省和大西洋英吉利海峡，南至瓦兹省，东临埃纳省。
与韦尔苏科尔比接壤的市镇（或旧市镇、城区）包括：科尔比、勒阿梅勒、阿默莱、拉莫特瓦尔菲塞、萨伊勒塞克、索姆河畔沃。
韦尔苏科尔比的时区为UTC+01:00、UTC+02:00（夏令时）。

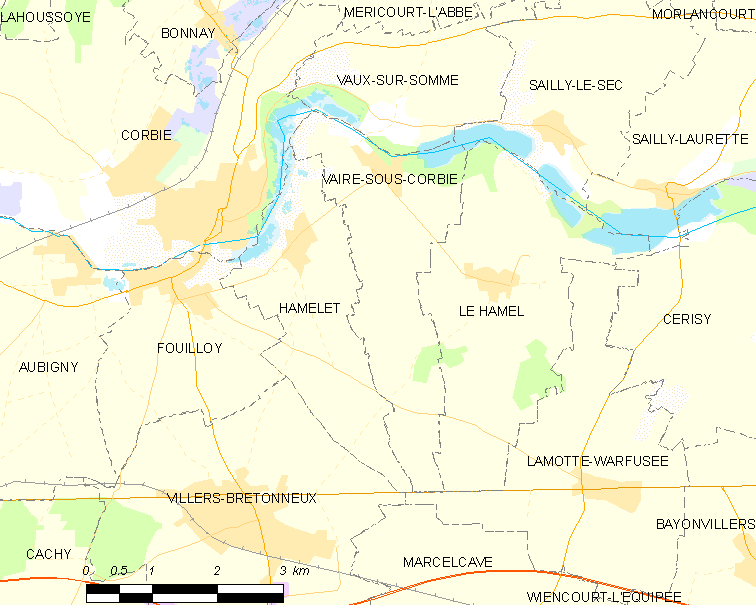
韦尔苏科尔比的OSM定位图

## 行政
韦尔苏科尔比的邮政编码为80800，INSEE市镇编码为80774。

## 政治
韦尔苏科尔比所属的省级选区为科尔比县。

## 人口

1962-2008年间韦尔苏科尔比人口变化图示

韦尔苏科尔比于2022年1月1日时的人口数量为289人。